# L'arbitro (film 2013)
L'arbitro è un film del 2013 scritto e diretto da Paolo Zucca.
È stato selezionato nella sezione "Giornate degli autori" della 70ª Mostra del cinema di Venezia.

## Trama
L'Atletico Pabarile è una squadra sarda che disputa con scarse fortune il campionato di Terza Categoria; ogni anno viene umiliata dalla formazione rivale del Montecrastu, guidato dall'arrogante allenatore Brai, un ricco proprietario terriero. Quando il giovane Matzutzi, calciatore fuoriclasse emigrato in Argentina, torna in Sardegna e indossa la maglia del Pabarile, la squadra comincia a vincere una partita dopo l'altra, fino ad arrivare a lottare con il Montecrastu per la vittoria del campionato. Le vicende delle due squadre si alternano all'ascesa dell'arbitro Cruciani e alla violenta faida ispirata ai codici della pastorizia di due cugini calciatori del Montecrastu. Mentre Matzutzi fa breccia nel cuore di Miranda, figlia dell'allenatore cieco Prospero, Cruciani è coinvolto in una vicenda di corruzione, che lo fa precipitare da arbitro in rampa di lancio agli inferi della terza categoria. Parallelamente, anche in terza categoria vi è un episodio di corruzione: l'arbitro Mureno, corrotto da Quirico, fa in modo che l'Atletico Pabarile perda la gara decisiva per poter vincere il campionato. Il campionato viene così vinto dai rivali del Montecrastu, ma la vicenda di corruzione viene presto a galla, e viene quindi organizzato uno spareggio tra le due formazioni per decidere il vincitore. L'arbitro Cruciani, ormai deferito, si trova proprio ad arbitrare questa finale, in un clima teso e surreale.

## Distribuzione
Dopo la presentazione al Festival di Venezia e all'Ariano International Film Festival, la pellicola viene distribuita nelle sale italiane il 12 settembre 2013 dalla Lucky Red Distribuzione.